# Stellako River
Stellako River är ett vattendrag i Kanada.   Det ligger i provinsen British Columbia, i den centrala delen av landet, 3 600 km väster om huvudstaden Ottawa. Stellako River ligger vid sjön Fraser Lake.
I omgivningarna runt Stellako River växer i huvudsak barrskog. Trakten runt Stellako River är nära nog obefolkad, med mindre än två invånare per kvadratkilometer.